# Sergei Iwanowitsch Ipatow
| Entdeckte Asteroiden: 7 | Entdeckte Asteroiden: 7 | Entdeckte Asteroiden: 7 |
| ----------------------- | ----------------------- | ----------------------- |
| Nummer und Name         | Entdeckungsdatum        |                         |
| (41107) Ropakov         | 1. November 1999        |                         |
| (43025) Valusha         | 1. November 1999        |                         |
| (49700) Mather          | 1. November 1999        |                         |
| (150316) Ivaniosifovich | 1. November 1999        |                         |
| (337166) Ivanartioukhov | 1. November 1999        |                         |

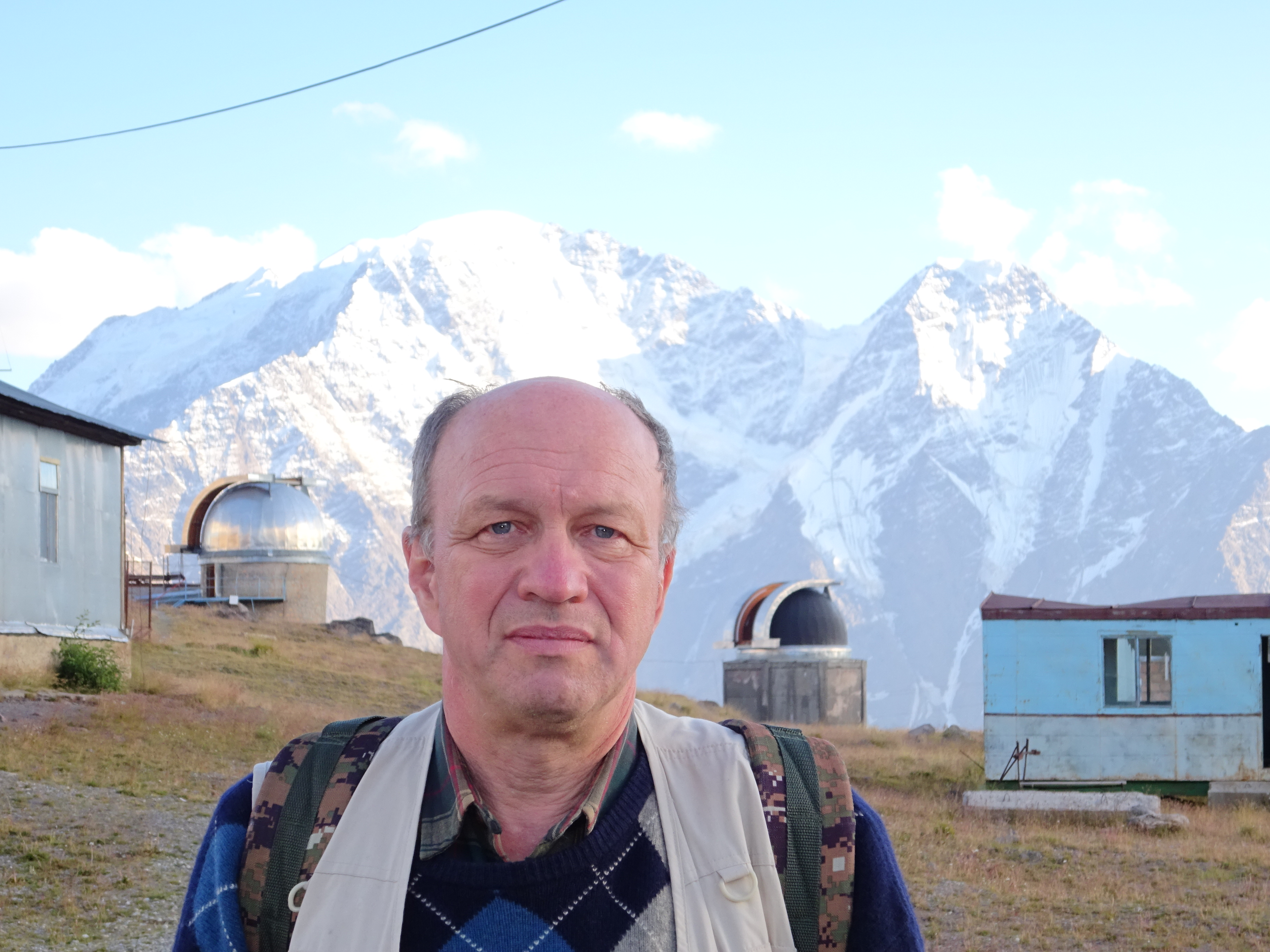
Sergei Iwanowitsch Ipatow

Sergei Iwanowitsch Ipatow (russisch Сергей Иванович Ипатов; * 10. November 1952 in Moskau) ist ein russischer Astronom und Asteroidenentdecker.
An der Königlichen Sternwarte von Belgien in Uccle entdeckte er im Jahre 1999 insgesamt sieben Asteroiden, alle zusammen mit Eric Walter Elst.
Der Asteroid (14360) Ipatov wurde am 15. Dezember 2005 nach ihm benannt.